# 斯科特凱爾蒂冰川
71°32′S 169°49′E / 71.533°S 169.817°E
斯科特凱爾蒂冰川是南極洲的冰川，位於維多利亞地的彭內爾海岸，最終在佩涅羅珀角和埃格伯格冰川之間注入羅伯特森灣，由英國的探險隊繪入地圖。